# Massarosa
Massarosa est une commune italienne de la province de Lucques, dans la région Toscane.

## Administration
| Période                                  | Période | Identité | Étiquette | Qualité |
| ---------------------------------------- | ------- | -------- | --------- | ------- |
|                                          |         |          |           |         |
| Les données manquantes sont à compléter. |         |          |           |         |

### Hameaux
Bargecchia, Bozzano, Compignano, Corsanico, Gualdo, Massaciuccoli, Massarosa, Mommio, Montigiano, Piano del Quercione, Piano di Conca, Piano di Mommio, Pieve a Elici, Quiesa, Stiava et Valpromaro.

### Communes limitrophes
Camaiore, Lucques, Vecchiano, Viareggio, Torre del Lago Puccini

## Jumelages
- Łużna (Pologne)
- Teià (Espagne)